# ワルキューレの冒険 時の鍵伝説
『ワルキューレの冒険 時の鍵伝説』（ワルキューレのぼうけん ときのかぎでんせつ）は、1986年8月1日にナムコ（後のバンダイナムコエンターテインメント）からファミリーコンピュータ用ゲームとして発売されたアクションロールプレイングゲーム。「ナムコット ファミリーコンピュータゲームシリーズ」の第17弾。
他機種移植版は同年に任天堂VS.システム対応アーケードゲームとして移植。後に続編が発売されたほか、1998年発売のPlayStation用ソフト『ナムコアンソロジー2』にアレンジ版が収録された。その他の移植版については後述（#続編、#移植版、#アレンジ版）。
以下、オリジナル版と『ナムコアンソロジー2』アレンジ版では構成が全く異なるため、別個に記す。なおオリジナル版のキャラ設定等は「ケイブンシャワルキューレの冒険（ケイブンシャの大百科別冊 ゲーム必勝法シリーズ24）」に記されている記述に準ずる。

## ゲーム内容
主人公「ワルキューレ」を操作し、復活した悪の化身ゾウナを倒してマーベルランドを救出することを目的としたトップビュー方式のアクションゲームである。通常はアクションゲームとして進行していくが、「敵を倒すごとに経験値を得て、宿に泊まるとレベルアップ」「フィールドやダンジョンでアイテムを集めなければ先に進めない」などのロールプレイングの要素が盛り込まれているのが特徴である。全体的に攻略ヒントが少ない上にアイテムの入手方法やどのアイテムが必要になるかが分かりづらく、アイテムの所持上限が少ないことから難易度は高い。
ゲームスタート時に星座と血液型を入力し、これにより初期ステータスと成長速度が決められるシステムとなっている（詳細は後述）。また、昼夜の概念があり、夜になると「敵が強くなる」「特定のイベントが発生する」など難易度やゲーム展開が変化する。
ワルキューレの体力が0になるとゲームオーバーとなり、その際にはワルキューレが倒れて墓に埋められ、天に昇る演出が入る。その後はスタート画面に戻り、コンティニューの項目を選択するとゲームを再開できる。また、パスワード方式によるゲームの中断も可能で、宿に泊まった際にキーワードが表示され、スタート時のコンティニューの項目を選択してこれらを入力することで、キーワードを入手した時点から再開できる。ただし、どちらもゲーム再開時には重要なもの以外のアイテムが無くなる仕様になっている。

### 初期設定
星座の設定は初期ステータス、血液型の設定はレベル上昇による体力・知力の成長の度合いにそれぞれ関わる。星座ごとの初期知力の最大値から最初から使用できる魔法に差が生じるなど、その影響は序盤ほど大きいが、最終的には星座・血液型を問わず大差ないステータスに収まる。
衣装の色は白・赤・青・緑から選択するが、これはステータスに無関係である。

#### 星座
| 星座       | 体力 | 知力 | 使用できる魔法 |
| ---------- | ---- | ---- | -------------- |
| おひつじ座 | 64   | 32   | なし           |
| おうし座   | 48   | 48   | 薬の術         |
| ふたご座   | 32   | 64   | 薬の術、火の玉 |
| かに座     | 33   | 63   | 薬の術、火の玉 |
| しし座     | 64   | 32   | なし           |
| おとめ座   | 48   | 48   | 薬の術         |
| てんびん座 | 32   | 64   | 薬の術、火の玉 |
| さそり座   | 33   | 63   | 薬の術、火の玉 |
| いて座     | 64   | 32   | なし           |
| やぎ座     | 48   | 48   | 薬の術         |
| みずがめ座 | 32   | 64   | 薬の術、火の玉 |
| うお座     | 33   | 63   | 薬の術、火の玉 |

#### 血液型
A型
平均的に成長する平均型。
B型
前半は早く、後半は遅く成長する早熟型。
O型
前半は遅く、後半は早く成長する晩成型。
AB型
成長の度合いが常に変動する不安定型。

### アイテム
使用アイテムの選択にはまずセレクトボタンを押し、十字キーの左右で選んだのちにBボタンを押せば決定される。本作には装備品の装備という概念が無く、武器を装備するにも同様の操作を行う。選んだアイテムはBボタンで使用する。
所持できるアイテムは最大8個だが、アイテムは捨てることができず、手放すには使い切るか店に売るしかない（売値は購入時の価格の半額）。
以下の記述で、括弧内はその価格（購入価格）、"★"を付したものはキーワード入力によるコンティニューで無くならないことを示す。
ショートソード（非売品：設定上は16）
初期装備している剣で、体力÷32＋10の攻撃力を発揮する。スーパーソードを入手するまでは、売却してもコンティニュー時に復活する。
パワーショートソード（800）
やや強いショートソードで、体力÷32＋30の攻撃力を発揮する。固定攻撃力が全武器中最も多い。
ロングソード（160）
ショートソードの倍に及ぶ体力÷16＋20の攻撃力を発揮する剣。
パワーロングソード（1600)
さらに強くなったロングソードで、体力÷8＋20の攻撃力を発揮する。
スーパーソード（非売品） ★
ゾウナの城にある最強の剣で、体力÷4＋20の攻撃力を発揮する。ゾウナを倒すのに必要。
テント（800） / パワーテント（4000）
知力が全回復する。テントは使用回数1回きりの使い捨てだが、パワーテントは4回まで使える。
ヘルメット（320） / スーパーヘルメット（非売品） ★
戦闘で受けるダメージを半減させてくれる防具で、装備するとグラフィックが変わる。敵の攻撃を受けると一定確率で壊れてしまう。スーパーヘルメットは外れるだけで無くならないので、何度でも再装備可能。
マント（240）/ スーパーマント（非売品） ★
装備すると砂漠や雪原のダメージゾーンを通っても体力が減らなくなる。装備するとグラフィックが変わる。敵の攻撃を受けると一定確率で壊れてしまう。スーパーマントは外れるだけで無くならないので、何度でも再装備可能。
回復剤1（64） / 回復剤 2（320）
丸フラスコに入った薬品で、使うと体力(現在値)を32点回復する。黄色の回復剤1は使用回数1回きりの使い捨てで、オレンジ色の回復剤2は4回まで使える。
解毒剤1（48）/ 解毒剤2（240）
三角フラスコに入った薬品で、使うと毒状態を回復する。こちらの使用回数も、紫の解毒剤1は1回のみ、青の解毒剤2は4回までとなる。
おの（64）
装備すると、剣の代わりにBボタンで振るう。マップ上の木を切り倒すほか、ワルキューレの体力しだいでは山も崩せる(現在値で128点以上)。鍵が無くても宝箱をこじ開けられるが、その際にはペナルティとして毒に侵される。武器としても使えるが、威力は弱い。40回使うと無くなるが、怪物や宝箱に使った場合には消費されない。
パワーおの（1200）
青色をした斧。回数制限が無いので何度でも使える。武器としての威力はふつうの斧と変わらず、弱い。
ランプ（32）
火を灯して使うランプ。一定時間、地下迷宮などの暗い場所を明るくすることができる。4回使うと無くなる。
パワーランプ（800）
青い炎のランプ。基本性能はランプと同じだが、こちらは回数制限が無いので何度でも使える。
シルバーキー（160）
宝箱や迷宮にある扉、城門を開けられる鍵。4回使うと無くなる。
ゴールドキー（1600）
使い道はシルバーキーと同じで、こちらは何度使っても無くならない。
キララ（非売品）
Kの字が書かれたメダルのようなアイテム、使うと体力と知力を同時に全回復してくれる。4回で無くなる。
魔法の船（非売品）
手軽に持ち運べる不思議な船で、所持していれば海を渡れる。出航・上陸は波止場のある場所でのみ可能。富の国へ渡るのに必要。
マッコウ（非売品） ★
山の中にいるマッコウクジラを助けると手に入る。船の代わりに海の上を移動できるが、船とは違って呼び出すために少しだけ待たなくてはならない。
よいサンドラ（非売品）
ブラックサンドラやツンドラを倒すとたまに手に入る。ピラミッドの扉を開けてくれるほか、このアイテムを持っていなければゾウナの封印ができない。4回使うと無くなる。
ティアラ（非売品） ★
終盤にある「ライオンの門」を開けるために必要。また、持っているだけでワープゾーンの行き先が切り替わる。
時の鍵（非売品）
これをゾウナから取り戻すことが本作の目的。

### 魔法
魔法はレベルによってではなく、知力最大値が一定の値に達するごとに使用可能になる。選択はアイテムと同様の操作になるが、こちらは選択を十字キーの上下で、決定をAボタンで行う。魔法の使用もAボタン。
以下、使用時の知力消費量は括弧内左、使用条件となる知力最大値は括弧内右にそれぞれ記す。知力最大値が増えると魔法の威力も上がる。
薬の術（20 / 40）
杖か試験管のようなアイコンで表される魔法。体力を回復させることができる。
火の玉（5 / 60）
名前どおり火の玉のアイコンで表される魔法。1方向に火の玉で遠距離攻撃ができる。敵1体にダメージを与える。
透視術（10 / 80）
水晶玉のようなアイコンで表される魔法。画面内にはたらき、見えないアイテムなどを発見することができる。アイテム自体は見えないままでも拾うことができる。
ガラスの術（15 / 120）
丸フラスコのようなアイコンで表される魔法。一定時間ワルキューレが半透明になり、周囲の敵の目をくらますことができる。
星笛（32 / 160）
星のようなアイコンで表される魔法。一定時間、画面内の敵すべての動きを止めることができる。
解毒の術（20 / 200）
アイテムの「解毒剤1」と同じグラフィックのアイコンで表される魔法。効果は解毒剤と全く同じだが、解毒剤を持ち歩く必要が無くなるのでアイテムスペースが節約できる。
イナズマ（50 / 240）
名前どおり稲妻のようなアイコンで表される魔法。画面内の敵すべてに大ダメージを与えることができる。

### 備考
- 本作の内容物はロムカセット、説明書、マーベルランドの地図の3点が挿入されている。
- ゲーム中はキャラクター同士の会話が一切無く、ヒントも存在しない（ただし、付属の取扱い説明書の巻末のサンドラの手紙やマーベルランドの地図にヒントになっている部分がある）。そのため、攻略本が無いとクリアが非常に困難であった。攻略本はケイブンシャ、徳間書店、双葉社より刊行された。
- ゲームの中断はパスワード方式であったが、一定の位置の文字を入れ替えることによって様々な効果が現れる裏技が発見され、当時のゲーム雑誌を賑わせた[要出典]。
- 主人公の知力・体力の最大値は999。経験値の最大は6000000、お金は最高＄60000まで（これ以上は＄袋自体取ることができなくなる）。キーワードをいじることで、体力が999以上のステータスを出すこともできる。
- フィールド上のエンカウントは一定秒数毎で判定される仕様となっており、その間にアイテム選択欄を表示すると規定秒数を超えても判定されない仕様となっている。
- 切り倒した木や崩した山、迷宮内の扉は画面の外に移動すると復活する。そのため、ワルキューレが進路を塞がれたり閉じ込められたりする状況もあり得る。

## 設定

### ストーリー
その昔、マーベルランドでは人々は無限の命を持っていたが、その心には悪魔が住みつき争ってばかりいた。見かねた神はこの地に大きな時計を築くことで人々に寿命を与え、心の中の悪魔を「時の鍵」によって時の狭間に封印した。人々は限りある命ゆえに互いへのいたわりを知り、マーベルランドには平和な時が続いた。
しかしある夜、死を恐れた男が時計から時の鍵を抜き取ってしまい、封印されていた悪の化身ゾウナが復活する。ゾウナは時の鍵を奪い、魔物を次々と地上に放ち、マーベルランドに再び暗黒の時代が訪れた。魂を抜かれた人々の苦しみの声を聞いた神の子ワルキューレは、マーベルランドを救うため地上に降り立ち、時の鍵を探し出してゾウナを再び封印するべく冒険の旅に出た。

### 舞台
はじまりの国
ゲーム開始地点にあたる、マップ南西部の陸地。アレンジ版ではラウンド1に相当。
アファ大陸
マップ北西部〜中央部を占める大陸。アレンジ版ではこれの西部がラウンド2、6に相当。
えんえん砂漠
アファ大陸中央部に広がる砂漠。重要アイテムを隠されたピラミッドがそびえ立つ。アレンジ版ではえんえん砂漠がラウンド3、ピラミッドがラウンド4に相当。
底なし砂漠
えんえん砂漠の東にある、落とし穴の発生地帯。アレンジ版では省略。
カルデラ地方
えんえん砂漠の東にある山岳地帯だが、地名は後付けである。アレンジ版のラウンド5に相当し、同作品内では『サンドラの大冒険』に登場したティアナ姫とニコルが統治している。
マッコウ大陸
マップ東部の大陸北部の雪原地帯だが、地名は後付けである。アレンジ版ではラウンド6に相当。重要アイテムが隠された勇者の塔がそびえ立つ。
富の国（フルータジア）
マッコウ大陸より南の緑地であり、繁栄ゆえの富に溺れ、魔に付け込まれ溺れ滅んだ国、呪われた大地からの邪気を抑えるため、入り口の門はスフィンモスにより閉ざされている。中央部には城もそびえる。アレンジ版ではラウンド7に相当。
ゾウナの島
富の国の西にある島。ゾウナの居城があるが、FC版付属の地図には島自体が記されていない。アレンジ版ではラウンド8に相当。

### 宿・店
宿
屋根が黄色の建物。入ると現在のステータスやキーワード（パスワード）が表示される。ベッドに寝る（触れる）ことでレベルアップや知力・体力回復と解毒ができるが、所持金がないと回復や解毒はできない。知力回復は＄20（どれだけ知力が減っていても金額一律で全回復する）、解毒は＄20、体力回復は＄1で体力が1回復（全回復するまで途中で回復を止めることはできないが、所持金がなくなればそこで回復は終了する）。
店
屋根が紫の建物。入ると店で売られているアイテムの購入や所持アイテムの売却を行うことができる。非売品アイテムも売却（売値は0）できる。特定の場所に隠された店もある。

### 特殊な地形・トラップなど
波止場
海に出入りできる唯一の場所。
ワープゾーン
この上に立ってAボタンを押すと、その瞬間のワルキューレの向いている方向に応じて、特定の地点へワープする。地上ではピンク色の石造りの門の前、地下迷宮ではペガサスのレリーフの横にある玉の前がこれに相当するが、隠しワープゾーンも存在する。また、ティアラを持っているとワープ先が切り替わる。
見えない壁
富の国南西部にある迷路の壁。おので破壊することも可能。実態は山と同じである。
砂漠 / 雪原
マントを装備せず踏み込むと、体力をわずかずつ奪われる。
毒のサボテン / 樹氷 / 毒キノコ
触ると毒に冒される。
イバラ / 針の床
これに踏み込むと、歩くたびに体力を奪われる。
落とし穴
落ちると一定時間動けなくなり、若干量の体力を奪われる。落とし穴の場所は決まっておらず、発生地帯にいる限りこれへの転落がランダムで発生するため、回避はまず不可能。
毒沼
これに浸かると、桟橋から脱出しない限り体力を急激に奪われる。地上に限り橋もかかっているが、一定数以上のアイテムを持ったワルキューレが橋の細い部分に乗ると崩れる。

## 登場キャラクター
下記に記したオリジナル版のキャラクター設定などは『ケイブンシャワルキューレの冒険（ケイブンシャの大百科別冊 ゲーム必勝法シリーズ24）』を参考文献として記した。

### 代表的なキャラクター
ワルキューレ
声 - 井上喜久子（withシャオムゥ）
本作の主人公。地上を救うために降り立った神の子。剣と魔法を駆使して冒険を続ける。
箱絵などで知られる三つ編みの金髪の姿に対して、オリジナル版のゲーム内では黒髪の長髪で描かれているが、これは冨士宏が企画に呼ばれるより早くドット絵の方が先行で完成していたためである。
アレンジ版では衣装に赤の半袖が追加され、装備品も剣が杖に、兜がリボンにそれぞれ変更されている。『withシャオムゥ』では井上喜久子によるボイスが使用されている。
サンドラ
ゾウナの復活に伴い悪の心に支配され「ブラックサンドラ」と化しているが、悪の心を浄化したあとは「よいサンドラ」となってピラミッドの扉を開けてワルキューレの旅を助けてくれる（ゲームシステム上は扉を開けるアイテムとなる）。
彼がブラックサンドラと化した経緯は、これの前日譚となる続編『サンドラの大冒険 ワルキューレとの出逢い』（以下、『サンドラの大冒険』）のエンディングで語られる。本名はクリノ・サンドラ、妻と子供がおり、本職は農夫であり一族最強の戦士。FC版の説明書には「青き兜とマントを纏い伝説の剣を手にする時、伝説の緑の戦士が現れる」という彼の登場を思わせる記載がある。
アレンジ版ではえんえん砂漠でピラミッド前に立ちふさがるボスとして登場し、悪の心の浄化後は故郷に戻り家族や仲間の無事を見届けた後、最終決戦地であるゾウナの島にエンリケ族と共に駆けつけた。
オリジナル版では他のサンドラ族たちが各地の店を営んでいる。
ズール
本名はズーリィ・ズルコビッチ・コズルイネン。特定の地点でワルキューレのアイテムを盗むザコ敵。
アレンジ版や続編『ワルキューレの伝説』では商人として登場し、ワルキューレにアイテムを売って冒険を手助けしてくれる(そちらでは「盗賊家業から足を洗って商人を務めている」という設定となっている。)。
コアクマン
ゲーム序盤で多数登場し、ワルキューレに毒攻撃を仕掛けてくる敵キャラクター。
続編『ワルキューレの伝説』ではノンプレイヤーキャラクターとして登場するのみであり、同作品のイメージイラストでは少女のように描かれているが、この種族自体には性別がないとされている。
マッコウ
とある場所でワルキューレの助けを待っているマッコウクジラ。富の国（フルータジア）やゾウナの島へ行くための重要なアイテムにもなるが、FC版付属の地図にも「私を助けてくれてありがとう」の台詞を添えられたクジラの絵が存在する。
魔王ゾウナ
時の鍵が奪われ封印が解かれたことにより蘇った魔王。永遠の命を持っているため、物理的な攻撃では倒すことができず、時折落とす時の鍵を用いる必要がある。

### 敵キャラクター
敵キャラクターは倒されるとほぼ全てが金貨の袋を落としていくが、たまにアイテムを落とす場合もある。敵キャラクターの動作と落とすアイテムの種類は合わせてパターン化されており、複数のキャラクターが1つのパターンを共有する。

#### 歩行型
地上を歩いており、ワルキューレが近づくと向かってくるが、森や海など歩行できない地形には進入できない。回復剤1を落とすことがある。
タッタ
毛皮をまとい、棍棒を携えた民族。黒は火の玉も飛ばす。
デーモン
富の国に現れる悪魔。火の玉を連射する。
ダダッタ
両手を交互に上下させながら歩いているロボット。地下迷宮に潜んでおり、火の玉を連射する。

#### 直角移動型
四角形を描くように、ワルキューレの周りを動き回るほか、地形を問わず移動できる。全てが毒を持っており、解毒剤1を落とすことがある。なお、任天堂アーケードVSシステム版においては、永久パターン防止キャラクターとしてポーズ時間を除いたゲーム内プレイ時間896秒毎に出現する攻撃力および防御力が極端に高い白色も存在している。
コアクマン
槍を武器とする敵。黒は火の玉を飛ばす。
クールナ
羽毛に斑点を持つ陸鳥。富の国全般の地域にかけて広く分布しており、火の玉を飛ばす。
カオック
鬼の面のような敵。地下迷宮に潜んでおり、火の玉も飛ばす。

#### 浮遊型
不規則に宙を漂っており、不意に突進してくる。地形を問わず移動可能。ランプを落とすことがある。
フライドリル
翼の生えたマンドリルのような怪物。はじまりの国北部や西の海に現れる。
トリガー
怪鳥。フルータジアの海上に現れる。
ホノーリアン
炎の怪物。地下迷宮に潜んでおり、小型の敵の中では珍しく色が単一化されているが、終盤に現れる者に限り経験値が高い。

#### 突進型
独特の効果音とともに地面を走り回っており、ワルキューレが近づくと突進する。いずれも動きが速いが、歩行不可能な地形には進入できない。おのを落とすことがある。
ソーチキス
鰐の怪物。アファ大陸中央部に分布しており、黒は火の玉も飛ばす。
タロス
牛の怪物。マッコウ大陸に分布しており、火の玉を飛ばす。攻撃力が高く高速で接近してくる。
ドクサス
蠍の怪物。地下迷宮に潜んでおり、体力・攻撃力ともに高い強敵。火の玉を飛ばす。

#### 静止型
普段はその場から動かず、ワルキューレが近づくとゆっくり向かってくるが、歩行不可能な地形には進入できない。いずれも獲得経験値が複数種あるにもかかわらず、色に違いがないため外見からは判別できない。よいサンドラを落とすことがある。
ブラックサンドラ
悪の心に染められたサンドラ。三叉槍を携えており、砂漠地帯に現れる。
ツンドラ
白猫のような姿の一族。雪原でシャベルを携えて穴を掘っている。

#### 固定型
その場から全く動かず火の玉の連射のみで戦い、宝箱や特定の地点など要所を守っている。倒すと確実にシルバーキーを落とし、コンティニューするまでは再び現れない。
シーザス
鋏のような形状の頭を持ち火の玉を吐く怪物。ゾウナにとってワルキューレに近づかれると不都合な所に配置された門番。高い体力に反して、獲得経験値はいずれも低め。
ツインギラス
双頭を持つ火の玉を吐く怪物。シーザスと同じ役目を持つ。富の国に現れる。黒の個体のみが存在する。
エンマコンダ
単眼と翼を持つ火の玉を吐く大蛇。地下迷宮に現れる。最高ランクの白が存在する。

#### その他
以下はいずれも、上記のパターンに当てはまらない独自の動作で動くものである。
ズール
四方から素早くワルキューレへの接触を図り、アイテムを奪い去る。画面外へ逃げられる前に倒せばアイテムを奪還できるが、イナズマの魔法でなければ難しい。陸上にのみ現れるが、地形を問わず移動可能。
ロボティアン
ゾウナに作られた悪のロボット。ゆっくりと地下迷宮内を歩きながら火の玉を連射する。攻撃されても火の玉は止まらず倒された瞬間に火の玉を発射してくることもある。歩行不可能な地形には入れないが、小型の敵の中では唯一、最高ランクの白が存在する。シルバーキーを落とすことがある。
ゾウナ
不特定の位置に現れ、一ヶ所から動かず火の玉を飛ばす。武器ではスーパーソードによる攻撃以外を受け付けないうえに、分身の術を使い倒しても無尽蔵に現れる。倒すには必須アイテムを揃えた上で、特定の手順を踏まなければならない。

## 移植版
PlayStation用のパッケージソフト『ナムコアンソロジー2』（1998年）の複数タイトルの1つとして、本作が収録されている。以降、複数の家庭用ゲーム機へのリリース事例があるが、全てインターネットを用いたダウンロード（配信）専用作品となっている。
上記オリジナル版とは別に、先述の『ナムコアンソロジー2』にはグラフィックやアクション性を強化したアレンジ版も収録されている。オリジナル版とアレンジ版では構成が全く異なる（#アレンジ版）。また、2006年から2007年にかけて携帯電話用のアプリゲーム版としてもリリースされているが、こちらも機器の特性を考慮し、画面構成・BGMなどがアレンジされている。
発売元「バンナム」は、「バンダイナムコゲームス」および「バンダイナムコエンターテインメント」の略称（Switch以外は「ゲームス」時代のリリース）。
| No. | タイトル                                    | 発売日         | 対応機種                                                 | 開発元                  | 発売元     | メディア                                | 型式       | 備考                                                                 | 出典                        |
| --- | ------------------------------------------- | -------------- | -------------------------------------------------------- | ----------------------- | ---------- | --------------------------------------- | ---------- | -------------------------------------------------------------------- | --------------------------- |
| 1   | VS. ワルキューレの冒険 時の鍵伝説           | 1986年         | アーケード                                               | ナムコ                  | ナムコ     | 業務用基板                              | -          | 任天堂VS.システム対応                                                | -                           |
| 2   | ナムコアンソロジー2                         | 1998年9月23日  | PlayStation                                              | ナムコ                  | ナムコ     | CD-ROM                                  | SLPS-01221 | アレンジ移植版と同時収録                                             |                             |
| 3   | ワルキューレの冒険 時の鍵伝説               | 2006年1月11日  | FOMA900iシリーズ （iアプリ）                             | ナムコ                  | ナムコ     | ダウンロード （アプリキャロットナムコ） | -          | 詳細は下記参照                                                       | [ 6 ] [ 7 ] [ 8 ]           |
| 4   | ワルキューレの冒険 時の鍵伝説               | 2007年1月17日  | Yahoo!ケータイ （S!アプリ）                              | バンナム                | バンナム   | ダウンロード （ナムコ･ゲームス）        | -          | 詳細は下記参照                                                       | [ 9 ]                       |
| 5   | ワルキューレの冒険 時の鍵伝説               | 2007年3月20日  | Wii                                                      | バンナム                | バンナム   | ダウンロード （バーチャルコンソール）   | -          | ファミコン版の移植 2019年1月31日 配信・販売終了                      | [ 10 ]                      |
| 6   | ワルキューレの冒険 時の鍵伝説               | 2013年9月4日   | ニンテンドー3DS                                          | バンナム                | バンナム   | ダウンロード （バーチャルコンソール）   | -          | ファミコン版の移植                                                   | [ 11 ]                      |
| 7   | ナムコアンソロジー2                         | 2013年12月18日 | PlayStation 3 PlayStation Portable (PlayStation Network) | バンナム                | バンナム   | ダウンロード （ゲームアーカイブス）     | -          | PS版のアーカイブ配信版                                               | [ 12 ] [ 13 ] [ 14 ]        |
| 8   | ワルキューレの冒険 時の鍵伝説               | 2015年2月4日   | Wii U                                                    | バンナム                | バンナム   | ダウンロード （バーチャルコンソール）   | -          | ファミコン版の移植                                                   | [ 15 ] [ 16 ] [ 17 ] [ 18 ] |
| 9   | ワルキューレの冒険 時の鍵伝説withシャオムゥ | 2015年11月12日 | ニンテンドー3DS                                          | バンナム                | バンナム   | ダウンロード                            | -          | 『PROJECT X ZONE 2:BRAVE NEW WORLD』の限定版封入特典。               | [ 19 ] [ 20 ] [ 21 ]        |
| 10  | ワルキューレの冒険 時の鍵伝説               | 2020年8月20日  | Nintendo Switch                                          | [ 注釈 1 ]              | バンナム   | Switch専用ゲームカード ダウンロード     | -          | ファミコン版の移植。 『ナムコットコレクション』の1つとしてのリリース | [ 22 ] [ 23 ]               |
| 11  | VS. ワルキューレの冒険 時の鍵伝説           | 2024年7月25日  | PlayStation 4 Nintendo Switch                            | ハムスター （移植担当） | ハムスター | ダウンロード （アーケードアーカイブス） | -          | アーケード版の移植                                                   | [ 24 ] [ 25 ] [ 26 ]        |

iアプリ・S!アプリ版
グラフィックが一から描き直されており、ワルキューレを含めた敵・アイテム・地形などが設定画に近い形で描かれている。音楽もオーケストラ風にアレンジされている他、最終ボスのゾウナの部屋へ入るとゾウナ戦専用の音楽が流れるようになった。
『ワルキューレの冒険 時の鍵伝説withシャオムゥ』
『PROJECT X ZONE 2:BRAVE NEW WORLD』のオリジナルゲームサウンドエディションのダウンロードコードで遊べる作品。
『ナムコアンソロジー2』内のアレンジ版をベースに、プレイヤーに同作のヒロインである小牟（シャオムゥ / 声 - 南央美）が選択できるようになっている。また、ワルキューレの声は『PROJECT X ZONE 2』で声を担当している井上喜久子が担当している。
Nintendo Swich（ナムコットコレクション）版
基本的にオリジナル版そのままだが、「ナムコットコレクション」自体の機能として、ゲーム中いつでも「セーブ」（ステートセーブ）が可能（最大で4か所）。
アーケードアーカイブス版
アーケード用タイトル「VS. ワルキューレの冒険 時の鍵伝説」の移植。本作の「オリジナルモード」のスコアは獲得した経験値が登録され、「ハイスコアモード」も獲得した経験値が登録されるが、クリアするとクリアまでのタイムがランキングで優先される。また、「キャラバンモード」は「始めから」始めた場合は獲得した経験値が登録、「ゾウナ城から」スタートした場合はクリアタイムがランキングで優先される（こだわり設定は反映されない）。「こだわり設定」で「エンカウントと永パ防止キャラ出現タイマー」の有無の設定が可能。敵の出現判定の2秒前に画面左上に画像を表示し、896秒後に出現する永パ防止キャラのタイマーも表示する。ただし、同じ位置に留まっていると一定時間が経つまで敵が出現しない場合があるほか、特定の位置でも敵が出現しない場合がある。

## アレンジ版
『ナムコアンソロジー2』収録のアレンジ版は、システム・ゲーム進行ともに『ワルキューレの伝説』（以下、『伝説』）を基盤として全8ラウンドを順にクリアしていく仕様に改められており、BGMも『伝説』より「カムーズ」を除く全曲がアレンジを加えられ、これに使用されている。キャラクターも主に『サンドラの大冒険』から多数追加された。

### ゲーム内容
ワルキューレの攻撃手段は杖から放つ光弾などの飛び道具にされているほか、その動作も『伝説』より更に多彩になっており、盾での防御、ダッシュ、水泳、四つ足の姿勢での移動などが可能。ダッシュは回避行動にも使えるほか、これを助走としてジャンプの飛距離を伸ばすこともできるが、ダッシュ中に壁などへぶつかると弾かれて若干の隙が生じる。『伝説』とは異なり、崖の端などは壁と同じ扱いとされており、落下先に床や地面がない箇所での転落は発生しない。
経験値による成長要素はなく、ライフ（体力）・マジック（魔力）はともに4マスの初期値からアイテムの取得やイベントによって最大8マスまで増加させていくほか、魔法は各地の精霊と出会うことで習得する。
データの保存はラウンド各所に設けられたセーブポイントでのみ可能であり、ライフが尽きてゲームオーバーになると最後にセーブした時点からの再開となる。

#### アイテム
アイテムは攻撃用・回復用それぞれ7個までを所持可能。攻撃アイテムは一部例外を除いていずれも弾数制限があるが、『伝説』とは異なり装備するアイテムを任意で選択でき、同じアイテムを重ねて入手することで弾数を増やすことも可能。回復アイテムは全て1回きりの使い捨てとなる。
イベントに関係するものを除き、アイテムは各所の宝箱やラウンド1、2、4、5、7に現れるズールから購入することで入手する。ただし、種類によってはその価格がラウンドごとに変動する。

##### 攻撃アイテム
以下、括弧内は通常の画面上に表示される武器名を記す。
光の杖（SHOT）
初期装備となる天界の戦士の杖。小さめの光弾を無制限に発射する。福音の杖を入手すると、これと入れ替わる形で消滅する。
福音の杖（P.SHOT）
『伝説』の永遠の剣に相当する。球形の光弾を発射する中盤からの基本装備。光の杖より威力が高く、弾数も無制限。
風切りの石（WIDE）
三日月型の幅広い光弾を発射する。連射性能は非常に低い。
くさびの魔石（DRILL）
くさび型の光を前方へ伸ばす。射線上の全ての敵を一度に攻撃できるが、連射性能は低め。
三光石（3WAY）
前方3方向へ同時に光弾を発射する。
四光石（4WAY0）
前後左右の4方向へ同時に光弾を発射する。
狩人のたましい（HOMING）
勾玉型の誘導弾を発射する。
爆弾（BOMB）
爆弾を飛ばす。射程・弾速ともに他の武器に劣るが、爆風である程度の範囲を攻撃できるうえに、最も威力が高い。
銀＆白金（初期装備：SHOT非売品）（神々の武器：P.SHOT）
『with シャオムウ』における小牟の基本装備。彼女の愛銃で、性能は光の杖と同等。
えんえん砂漠のピラミッドにはさらに高い性能を持った同型が神々の武器として封印されており、「福音の杖」と共に入手、ワルキューレと一緒に攻撃が強化される。

##### 回復アイテム
ライフ回復薬
ライフが全回復する。
マジック回復薬
マジックが全回復する。
万能薬
ライフ・マジックが同時に全回復する。

##### 倒した敵が落とすアイテム
いずれも、水に浸かるか一定時間が経つかすると消滅する。
コイン / ドル袋
所持金の額か増える。
魔法の素
マジックが回復する。回復量はその大きさで異なり、小さいものは1/2マス分、大きいものは1マス分となる。

##### その他
ハートの器（非売品）
ライフの最大値が1マス分増加し、全回復する。
マジックの器（非売品）
マジックの最大値が1マス分増加し、全回復する。
虹の衣
オリジナル版にあった「色の設定」を再現するもの。セレクトボタンを押すとワルキューレの衣装の色を変えることができるが、色は初期状態も含めて全15種類に及ぶ。購入しなくてもゲーム進行には影響しない。
『with シャオムウ』では色替え機能が廃止されており、代わりに徒歩・ダッシュ時に光のエフェクトが追加される演出となっている。
勇気のティアラ
持ち歩くことはできないが、これの祝福を受けるとライフ・マジックの最大値が1マス分ずつ増加する。
大爆弾、万能薬・試作品、虹の粉、万能鍵
いずれもイベントで入手・自動的に使用される非売品。

#### 魔法
魔法の使用には□ボタンを押し続けて魔法選択状態に入り、頭上に表示される魔法を選択してからボタンを離す。空白を選択すると、魔法を使わずに選択状態だけを解除する。
選択状態の間はその場から動けないが、この間は無敵時間でもあるため回避動作として利用することも可能。ただし、一定時間以内に魔法を使うなどしてこれを解除しなければ、マジック1/2マス分の消費とともに強制解除される。
各魔法使用時のマジック消費量は、以下の括弧内に記す。
竜巻の術
画面全体に突風を巻き起こし、弱い敵を画面外へ吹き飛ばす。『伝説』の同名の魔法とは効果が異なる。
花の術
ライフが4マス分回復する。
雷の術
雷のバリアを装着する。攻撃・防御の両方に使えるが、水に入ると耐久力に関係なく即座に消滅する。
炎の術
炎の龍を召喚する。龍は画面内に一定時間留まり、次々と敵に取りついてこれを倒していく。
雪の術
吹雪を起こし、一定時間敵の動きを鈍らせる。
鏡の術
『伝説』の分身の術に相当。小さな分身が現れ、一定時間ワルキューレの動作に連動して攻撃を行う。重ねがけも可能。
星の術
流星を落としてワルキューレの周囲を攻撃する。最も威力が高いが、習得には星の精霊との対決に勝たなければならない。

### 追加キャラクター

#### 味方キャラクター
エンリケ族
はじまりの国の住民たち。
ティアナ姫
ニコル
『サンドラの大冒険』より登場。同作品内で結婚ののち二人でカルデラ地方を治めていたが、両者ともゾウナに拉致されてしまう。
原作でのティアナ姫の容姿は選択式によって分岐していたが、今作では美人の姿で登場。
サビーヌ
『サンドラの大冒険』より登場。ゾウナ側に付かなかったコアクマン。シーザスの巣に囚われていた所をワルキューレに救われ、ラウンド3、ラウンド6で一時的に仲間になり、援護射撃を行う。
ピクシー族
カルデラ地方に住まう妖精たち。
フェアリー
魔物に襲われた所をワルキューレに助けられた妖精の少女。カルデラ地方からマッコウ大陸を目指すワルキューレの道案内としてラウンド5の仲間になり、怪我をしたクジラの看病のために見送る形となる。
スフィンモス
『伝説』より登場の巨象。富の国への門を守っている。
カッパ族
『サンドラの大冒険』より登場。富の国の城内にて、カッパ楽団が音楽を演奏している。
シャオムゥ（小牟）
『with シャオムウ』にて追加され、任意で交代できる新プレイアブルキャラクター。仙狐はマーベルランドでは高貴な者として伝えられており、ワルキューレ同様に悪人に畏れられ、人々に称えられている。
上記のもの以外では、エンディングにてWindows用デジタルコミック『ワルキューレの伝説 外伝 ローザの冒険』（1996年）の主人公であるローザらしき少女がワルキューレと語らう姿がある。

#### 敵キャラクター
ゴブリン
『伝説』にも登場した敵。槍を投げつけて攻撃してくるが、ラウンドにより耐久力が極端に異なる。
トリガー
オリジナル版と比較すると、色は茶色に変更されより大きめの体格にもなっている。単独でワルキューレに向かってくるが、空中からのためジャンプしながらの攻撃のみ有効となる。
ソーチキス
陸上での動きは鈍いが、水中にいると桁違いの高速で突進する。
タッタ
アレンジ版では、はじまりの国にてエンリケ族の港町を占拠している。種類により、棍棒を持つ者に加えて、ブーメランや樽爆弾を投げつける者も存在する。
コアクマン
ラウンド2にのみ登場。遠巻きに槍を投げながらすぐに姿を消すので、倒すことは難しい。
フライドリル
集団で飛行しながら、ワルキューレに向かってくる。黒の個体は爆弾も投げてくる。
クールナ
地上を無軌道にうろついているが、ワルキューレが近づくと突進する。耐久力は低め。
根かじり虫
『サンドラの大冒険』にも登場した敵。1匹あたりは弱いが、地下洞窟の天井から際限なく現れる。
トレント
木の怪物。動きは鈍く、倒すと魔法の素（小）を落とす。
タロス
常に地上を走り回っており、ワルキューレが近づくと突進してくる。
セイレーン
『フェリオス』に登場する同名の敵を小型化したような姿を持つ。トリガーのように空中から飛来し、3方向に弾をばらまく。
ツンドラ
雪原にて、不意に姿を現して高速で走り回り、姿を消す。ワルキューレの存在に構うことなく行動しているが、コアクマンよりは倒しやすい。
デーモン
小さくジャンプを繰り返しながら、火の玉を連射する。分身してワルキューレを包囲する者は実体にしか攻撃が当たらない。
ホノーリアン
不規則に飛んでいる者はよほどワルキューレが近づかない限り向かってこないが、円を描いて編隊飛行している者はワルキューレの攻撃に反応して一斉に突進してくる。青い個体は耐久力も高め。倒すと魔法の素（小）を落とす。
ダダッタ
鎧で武装した敵。鎖付きの鉄球を投げつけてくる。倒すと魔法の素（大）を落とす。
カオック
空中の一点に停止しており、ワルキューレが近づくと歯を鳴らしてから一定距離を突進し、元の場所へ戻る。黒の個体は倒すと大量の弾をばらまく。
ロボティアン
動きは鈍いが、レーザーを撃ってくる。イベント戦闘を除き、倒すと魔法の素（大）を落とす。
飛行ロボティアン
プロペラで飛行するロボティアン。倒すと魔法の素（大）を落とす。
ドクサス
普段はその場から動かないが、ワルキューレが縦または横座標の揃う位置関係で近づくと、予備動作ののち一定距離を高速で突進する。突進の方向は上下左右の4方向に限られる。
エンマコンダ
アレンジ版では目が二つになっている。とぐろを巻いてその場から動かないが、火の玉を連射するうえに耐久力も高め。
食虫植物
牙の生えた花を持つ植物。その場から動かず、花を遠距離へ伸ばして噛みつきを仕掛けてくるほか、倒しても一定時間後に復活する。アイテムも何も落とさない。

#### ボスキャラクター
シーザス
ステージ1のボスであり、ステージ3の中ボス。ゆっくりと歩きながら、ときおり停止して頭上へ多数の火の玉を打ち上げる。火の玉は的確にワルキューレを狙って落ちてくるので、歩くだけでは回避できない。また、不意にジャンプで距離を詰めてくることもある。
ボストレント
ステージ2の中ボスでトレントの親玉。地下から自分の根を使って攻撃するほか、周期的にトレントの群れも呼び出してくる。
新月王
ステージ2のボス。邪悪に堕ちた月の精霊・三日月王の成れの果て。『サンドラの大冒険』での失態を責められ、顔を削られた。祭壇の四隅にある砲台からのレーザーや、自身の放つ電撃などで攻撃してくる。
ブラックサンドラ
ステージ3のボス。瞬間移動を繰り返しながら三叉槍で攻撃してくるほか、槍を投げつけたり、独楽のように回転しながら体当たりも仕掛けてくる。
正体はゾウナの悪霊によりブラックサンドラ化したクリノ・サンドラ。倒された後に正気を取り戻し、その後は故郷に戻り家族や仲間の無事を見届けた後、最終決戦地であるゾウナの島にエンリケ族と共に駆けつける。
石巨人
ステージ4の中ボスの石造りの巨人。狭い足場での戦闘を強いられるうえに、炎を使った攻撃でワルキューレを追い詰めてくる。
ゾウナの島にも登場し、ワルキューレに追いついたクリノによって破壊される。その後も金色の個体が中ボスとして登場する。
ロボ製造機
ステージ4のもう１つの中ボス。次々とロボティアンを生み出してくる機械。機械の背後が死角。
リジャック
ステージ4のボス。ピラミッド内部で待ち受けるゾウナの部下。ローブをまとった幻体の姿で現れ、ダメージが蓄積すると山羊の頭蓋骨のような実体を見せる。実体を囲む火の玉で攻撃してくるほか、幻体から放つ波動をよけ損なうと一定距離ワルキューレが立てなくなる。
ゾウナの島にも色違いが中ボスとして登場。
巨大エンマコンダ
ステージ5の中ボス。化石化していた個体が時の鍵の魔力で蘇ったもの。胴回りだけで洞窟内の道を丸々塞ぐほどの巨体を持ち、はい回りながらときおり炎も吐く。炎は着弾点から広範囲に拡散し、一定時間道を塞ぐ。頭が弱点。
ゾウナの島にも色違いが中ボスとして登場。
海賊船
ステージ5のボスで『サンドラの大冒険』にも登場した敵。舷側からの砲撃に加えて、船長以下の乗組員たちも飛び道具で攻撃してくる。大砲と乗組員の全てが攻撃目標となる。
カムーズ
ステージ6のボス。棍棒を持つ赤い肌の大男。巨体の割に身が軽く、横ジャンプを繰り返しながら足元を棍棒で叩き、室内の天井からつららを落としたり、火柱を起こしたりする。また、大ジャンプからの急降下攻撃も仕掛けてくる。
『伝説』の最終ボス・カムーズと名前が一致していて容姿も似ているが、それ以上の関連性は特に語られていない。
星の精霊
ステージ7の中ボス。戦闘時にはとてつもない巨体を誇り、小ジャンプを繰り返しながら確実にワルキューレの方へ向かってくる。また、大ジャンプから着地する際には強烈な地響きを起こすが、これを避け損なうと転倒する。
ツインギラス
ステージ7のボス。双頭から大量の弾をばらまくほか、向かって右の頭は電撃弾を飛ばし、左の頭は噛みつきを仕掛けてくる。また、足を踏み鳴らして星の精霊のように地響きも起こす。
ゾウナの島にも黒い個体が中ボスとして登場。
ゾウナ
ステージ8のボス。オリジナル版と違って特殊な攻略法は必要としないが、ワルキューレを追尾する赤い光、宙に飛ばした杖から放つ光線など、高威力の攻撃を繰り出してくる。

## スタッフ
- プログラム：A.WACHI (SCO.B)
- 音楽ディレクト：川田宏行 (LEO.O)
- オリジナル・キャラクター・デザイン：冨士宏 (VIR.A)
- 英語アドバイザー：N.WATANABE (VIR.A)
- エグゼクティブ・オブザーバー：WAN WAN (SAG.O)
- スペシャル・サンクス：M.KOIZUMI、K.SAITO、S.TAKIGAMI
- ディレクト：S.MACCO (AQU.AB)
- カバーイラスト：冨士宏

## 評価
| 項目 | キャラクタ | 音楽 | 操作性 | 熱中度 | お買得度 | オリジナリティ | 総合  |
| 得点 | 3.98       | 3.80 | 3.72   | 3.48   | 3.35     | 3.76           | 22.09 |

- ゲーム誌『ファミリーコンピュータMagazine』の読者投票による「ゲーム通信簿」での評価は別記の通り22.09点（満30点）となっている[1]。また、同雑誌1991年5月10日号特別付録の「ファミコンロムカセット オールカタログ」では、会話のシステムがないことや謎を自力で解かなければならないことを指摘しているが、操作性やアイテムの分かりやすさを肯定的に評価した他、当時3900円と他のソフトと比べてコストパフォーマンスが高いことや「可愛いキャラがいい」とキャラクター造形に関して肯定的に評価している[1]。

- ゲーム誌『ユーゲー 2003 No.07』にてライターの池谷勇人は、本作がファミリーコンピュータのゲームソフトでは初の女性を主人公とした作品であることを指摘し、「パッケージに描かれた冨士宏氏のイラストも、ワルキューレの人気に拍車を掛けた」とキャラクター造形に関して肯定的に評価した。また、世界観に関しては「まるで手を伸ばせば届くような、不思議な現実感に満ちていた」と表現し、ゲームシステムに関しては粗削りな部分も多いと苦言を呈しているが、「広大なマーベルランドを手探りで歩く興奮はまさしく『冒険』にほかならなかった」と総括としては肯定的に評価した[29]。

## 続編
続編として『ワルキューレの伝説』（アーケード）『ワルキューレの栄光』『ワルキューレの栄光2』（携帯アプリ）があり、またキャラクターのサンドラを主人公とした「ワルキューレの冒険」の前日譚的ゲームである『サンドラの大冒険 ワルキューレとの出逢い』も作られた。その他いくつかのスピンオフ作品がある。
なお、1989年にホビーパソコン・MSX2用ソフトとして本作の正統続編である『ワルキューレの冒険II 遥かなる時の扉』（仮称）の製作が発表され、『ディスクステーション』（コンパイル）第4号にデモの収録、『マイコンBASICマガジン』（電波新聞社）では敵キャラクターのデザイン募集も行われたが、発売中止となった。

## 関連作品
Nintendo Switchソフト『ファミスタ 2020』などのゲームにワルキューレがゲスト出演している。

### アナログゲーム
ゲームブック『スーパーアドベンチャーゲーム ワルキューレの冒険』シリーズ
1988年、創元推理文庫より出版された本作の内容をベースとしたゲームブックシリーズ。全3巻。主人公（プレイヤー）はワルキューレの後を追って旅に出た冒険者で、ワルキューレは2巻目の終盤まで登場しない設定となっている。

ハンディボードゲーム『ワルキューレの冒険 時の鍵伝説』
1987年にナムコから発売されたボードゲーム。

### 漫画・小説
漫画『ワルキューレの冒険外伝 -ふたりの女神-』
1989年、電波新聞社から出版された杉森建の漫画。本作の世界観を題材にしたオリジナルストーリー。
小説『ワルキューレの冒険【紡がれし時の彼方に】』
1992年、双葉社から出版された尾崎克之の小説。
漫画『ワルキューレの降誕』
2005年、マッグガーデンから出版された、本作のキャラクターデザインを担当した冨士宏の漫画。『ワルキューレの栄光』（漫画版）の前日譚にあたる。
漫画『ワルキューレの栄光』
2007年、マッグガーデンから出版された、本作のキャラクターデザインを担当した冨士宏の漫画。ストーリーは『ワルキューレの冒険』（※『ナムコアンソロジー2』収録のリメイク版）と『サンドラの大冒険』をベースにしており、同名の携帯電話アプリとは直接の繋がりはない。

### 書籍
(ケイブンシャの大百科別冊 ファミリーコンピュータゲーム必勝法シリーズ24)『ワルキューレの冒険』
ケイブンシャ 発行 /スタジオハード / 著 1986年8月25日初版　雑誌 63546-14
『ワルキューレの冒険 完全攻略本』
徳間書店 発行 /ファミリーコンピュータMagazine編集部 / 著 1986年8月31日初版 ISBN 4-19-723314-0
(完璧攻略シリーズ8)『ワルキューレの冒険 時の鍵伝説 必勝攻略法』
双葉社 発行 /ファイティングスタジオ / 著 1986年9月15日第1刷 ISBN 4-575-15053-3
- ナムコアンソロジー2 攻略マニアックス